# Boris Sarafov

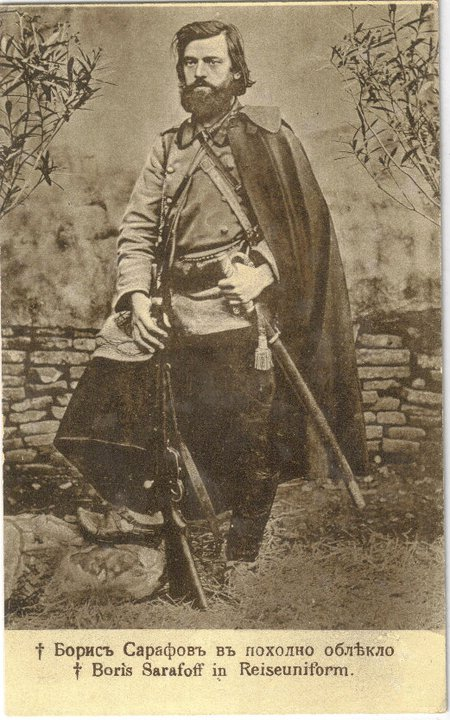
Boris Sarafov

Boris Petrov Sarafov (Борис Петров Сарафов), född 12 juni 1872 i Libjasjovo, Bulgarien, död 28 november 1907 i Sofia, var en bulgarisk partigängare.
Sarafov var från 1899 ledare för den makedoniska kommittén i Sofia. Efter mordet på den för osmanskt spioneri misstänkte Kiril Fitovski i Bukarest blev Sarafov av rumänsk domstol dömd i sin frånvaro; han utlämnades ej av bulgariska regeringen, men måste avstå sin plats åt de mer moderata partifränderna, general Ivan Tsontjev  och professor Stojan Michajlovski. År 1902 kom det till öppen brytning inom partiet, varpå Sarafov på egen hand bildade sina insurgenttrupper.